# Ronde van Spanje 2020/Startlijst
Deze pagina bevat de startlijst van de 75e Ronde van Spanje die op dinsdag 20 oktober 2020 van start ging in Irun. In totaal deden er 22 ploegen mee aan de rittenkoers die op zondag 8 november eindigde in Madrid. Iedere ploeg ging met acht renners van start, wat het totaal aantal deelnemers op 176 bracht.

## Overzicht

### Team Jumbo-Visma
| rugnummer | renner           | prestaties deze ronde | opmerkingen                                               | eindklassering |
| --------- | ---------------- | --- | --------------------------------------------------------- | -------------- |
| 1         | Primož Roglič    | Winnaar: 1e, 8e, 10e en 13e etappe 1e, 2e, 3e, 4e, 5e, 11e, 13e, 14e, 15e, 16e, 17e en 18e etappe 1e, 2e, 3e, 4e, 5e, 6e, 7e, 8e, 9e, 10e, 11e, 12e, 13e, 14e, 15e, 16e, 17e en 18e etappe | Winnaar Ronde van Spanje 2020 en winnaar puntenklassement | 1e             |
| 2         | George Bennett   | |                                                           | 12e            |
| 3         | Tom Dumoulin     | | Niet gestart voor de 8e etappe                            | DNF            |
| 4         | Robert Gesink    | |                                                           | 35e            |
| 5         | Lennard Hofstede | |                                                           | 51e            |
| 6         | Sepp Kuss        | 1e etappe |                                                           | 16e            |
| 7         | Paul Martens     | |                                                           | 109e           |
| 8         | Jonas Vingegaard | |                                                           | 46e            |
|           | Team             | 1e, 2e, 3e, 4e en 5e etappe |                                                           |                |

### Deceuninck–Quick-Step
| rugnummer | renner          | prestaties deze ronde | opmerkingen                     | eindklassering |
| --------- | --------------- | --------------------- | ------------------------------- | -------------- |
| 11        | Sam Bennett     | Winnaar: 4e etappe    |                                 | 137e           |
| 12        | Andrea Bagioli  |                       | Afgestapt tijdens de 16e etappe | DNF            |
| 13        | Mattia Cattaneo |                       |                                 | 17e            |
| 14        | Ian Garrison    |                       |                                 | 127e           |
| 15        | Michael Mørkøv  |                       |                                 | 121e           |
| 16        | Jannik Steimle  |                       |                                 | 83e            |
| 17        | Zdenek Štybar   |                       |                                 | 102e           |
| 18        | Rémi Cavagna    | 16e etappe            | Winnaar Prijs van de Strijdlust | 84e            |

### UAE Team Emirates
| rugnummer | renner                 | prestaties deze ronde | opmerkingen                     | eindklassering |
| --------- | ---------------------- | --------------------- | ------------------------------- | -------------- |
| 21        | David de la Cruz       |                       |                                 | 7e             |
| 22        | Rui Costa              |                       |                                 | 44e            |
| 23        | Davide Formolo         |                       | Niet gestart voor de 18e etappe | DNF            |
| 24        | Sergio Henao           |                       |                                 | 15e            |
| 25        | Jasper Philipsen       | Winnaar: 15e etappe   |                                 | 85e            |
| 26        | Aljaksandr Raboesjenka |                       |                                 | 90e            |
| 27        | Ivo Oliveira           |                       |                                 | 101e           |
| 28        | Rui Oliveira           |                       |                                 | 119e           |

### Trek-Segafredo
| rugnummer | renner           | prestaties deze ronde | opmerkingen                           | eindklassering |
| --------- | ---------------- | --------------------- | ------------------------------------- | -------------- |
| 31        | Juan Pedro López |                       |                                       | 42e            |
| 32        | Matteo Moschetti |                       | Buiten tijd gefinisht in de 7e etappe | DNF            |
| 33        | Koen de Kort     |                       |                                       | 82e            |
| 34        | Niklas Eg        |                       |                                       | 59e            |
| 35        | Kenny Elissonde  |                       | Niet gestart voor de 8e etappe        | DNF            |
| 36        | Alexander Kamp   |                       | Afgestapt tijdens de 14e etappe       | DNF            |
| 37        | Emīls Liepiņš    |                       |                                       | 124e           |
| 38        | Michel Ries      |                       |                                       | 60e            |

### Team Sunweb
| rugnummer | renner          | prestaties deze ronde | opmerkingen                     | eindklassering |
| --------- | --------------- | --------------------- | ------------------------------- | -------------- |
| 41        | Robert Power    |                       |                                 | 37e            |
| 42        | Thymen Arensman |                       |                                 | 41e            |
| 43        | Mark Donovan    |                       |                                 | 48e            |
| 44        | Max Kanter      |                       |                                 | 112e           |
| 45        | Martin Salmon   |                       | Afgestapt tijdens de 14e etappe | DNF            |
| 46        | Michael Storer  |                       |                                 | 40e            |
| 47        | Jasha Sütterlin |                       |                                 | 55e            |
| 48        | Ilan Van Wilder |                       | Afgestapt tijdens de 1e etappe  | DNF            |

### Astana Pro Team
| rugnummer | renner            | prestaties deze ronde | opmerkingen             | eindklassering |
| --------- | ----------------- | --------------------- | ----------------------- | -------------- |
| 51        | Aleksandr Vlasov  |                       |                         | 11e            |
| 52        | Alex Aranburu     |                       |                         | 75e            |
| 53        | Dmitri Groezdev   |                       |                         | 93e            |
| 54        | Omar Fraile       |                       |                         | 64e            |
| 55        | Jon Izagirre      | Winnaar: 6e etappe    |                         | 29e            |
| 56        | Merhawi Kudus     |                       |                         | 58e            |
| 57        | Gorka Izagirre    | 6e etappe             |                         | 19e            |
| 58        | Luis Léon Sánchez |                       | Opgave in de 16e etappe | DNF            |

### BORA-hansgrohe
| rugnummer | renner              | prestaties deze ronde     | opmerkingen            | eindklassering |
| --------- | ------------------- | ------------------------- | ---------------------- | -------------- |
| 61        | Pascal Ackermann    | Winnaar: 9e en 18e etappe |                        | 131e           |
| 62        | Martin Laas         |                           |                        | 140e           |
| 63        | Felix Großschartner |                           |                        | 9e             |
| 64        | Jay McCarthy        |                           | Opgave in de 7e etappe | DNF            |
| 65        | Ide Schelling       |                           |                        | 69e            |
| 66        | Andreas Schillinger |                           |                        | 123e           |
| 67        | Michael Schwarzmann |                           |                        | 122e           |
| 68        | Rüdiger Selig       |                           |                        | 141e           |

### Team INEOS Grenadiers
| rugnummer | renner           | prestaties deze ronde                                 | opmerkingen                    | eindklassering |
| --------- | ---------------- | ----------------------------------------------------- | ------------------------------ | -------------- |
| 71        | Chris Froome     |                                                       |                                | 98e            |
| 72        | Richard Carapaz  | 6e, 7e, 8e, 9e, 10e en 12e etappe 2e, 3e en 4e etappe |                                | 2e             |
| 73        | Andrey Amador    |                                                       |                                | 52e            |
| 74        | Michał Gołaś     |                                                       | Niet gestart voor de 8e etappe | DNF            |
| 75        | Brandon Rivera   |                                                       | Afgestapt in de 2e etappe      | DNF            |
| 76        | Iván Ramiro Sosa |                                                       |                                | 62e            |
| 77        | Dylan van Baarle |                                                       |                                | 49e            |
| 78        | Cameron Wurf     |                                                       |                                | 95e            |

### Mitchelton-Scott
| rugnummer | renner          | prestaties deze ronde | opmerkingen | eindklassering |
| --------- | --------------- | --------------------- | ----------- | -------------- |
| 81        | Esteban Chaves  |                       |             | 27e            |
| 82        | Tsgabu Grmay    |                       |             | 54e            |
| 83        | Mikel Nieve     |                       |             | 13e            |
| 84        | Nick Schultz    |                       |             | 25e            |
| 85        | Callum Scotson  |                       |             | 88e            |
| 86        | Dion Smith      |                       |             | 74e            |
| 87        | Robert Stannard |                       |             | 76e            |
| 88        | Alex Edmondson  |                       |             | 135e           |

### Groupama-FDJ
| rugnummer | renner             | prestaties deze ronde      | opmerkingen                     | eindklassering |
| --------- | ------------------ | -------------------------- | ------------------------------- | -------------- |
| 91        | Thibaut Pinot      |                            | Niet gestart voor de 3e etappe  | DNF            |
| 92        | Bruno Armirail     |                            |                                 | 28e            |
| 93        | Mickaël Delage     |                            |                                 | 142e           |
| 94        | David Gaudu        | Winnaar: 11e en 17e etappe |                                 | 8e             |
| 95        | Matthieu Ladagnous |                            | Afgestapt tijdens de 11e etappe | DNF            |
| 96        | Olivier Le Gac     |                            |                                 | 68e            |
| 97        | Anthony Roux       |                            |                                 | 66e            |
| 98        | Romain Seigle      |                            | Opgave in de 7e etappe          | DNF            |

### EF Education First
| rugnummer | renner              | prestaties deze ronde | opmerkingen                    | eindklassering |
| --------- | ------------------- | --------------------- | ------------------------------ | -------------- |
| 101       | Daniel Martínez     |                       | Niet van start in de 4e etappe | DNF            |
| 102       | Hugh Carthy         | Winnaar: 12e etappe   |                                | 3e             |
| 103       | Mitchell Docker     |                       |                                | 132e           |
| 104       | Magnus Cort         | Winnaar: 16e etappe   |                                | 67e            |
| 105       | Logan Owen          |                       |                                | 105e           |
| 106       | Julius van den Berg |                       |                                | 126e           |
| 107       | Tejay van Garderen  |                       |                                | 113e           |
| 108       | Michael Woods       | Winnaar: 7e etappe    |                                | 34e            |

### Bahrain McLaren
| rugnummer | renner            | prestaties deze ronde | opmerkingen                     | eindklassering |
| --------- | ----------------- | --------------------- | ------------------------------- | -------------- |
| 111       | Wout Poels        |                       |                                 | 6e             |
| 112       | Grega Bole        |                       | Afgestapt in de 5e etappe       | DNF            |
| 113       | Santiago Buitrago |                       |                                 | 53e            |
| 114       | Scott Davies      |                       |                                 | 111e           |
| 115       | Kevin Inkelaar    |                       |                                 | 138e           |
| 116       | Matej Mohorič     |                       | Niet gestart voor de 3e etappe  | DNF            |
| 117       | Stephen Williams  |                       | Niet gestart voor de 11e etappe | DNF            |
| 118       | Alfred Wright     |                       |                                 | 91e            |

### AG2R La Mondiale
| rugnummer | renner              | prestaties deze ronde | opmerkingen                     | eindklassering |
| --------- | ------------------- | --------------------- | ------------------------------- | -------------- |
| 121       | Clément Champoussin |                       |                                 | 31e            |
| 122       | Mathias Frank       |                       | Afgestapt tijdens de 1e etappe  | DNF            |
| 123       | Alexandre Geniez    |                       | Afgestapt tijdens de 1e etappe  | DNF            |
| 124       | Dorian Godon        |                       |                                 | 38e            |
| 125       | Nans Peters         |                       |                                 | 36e            |
| 126       | Harry Tanfield      |                       | Afgestapt tijdens de 15e etappe | DNF            |
| 127       | Quentin Jauregui    |                       | Afgestapt tijdens de 11e etappe | DNF            |
| 128       | Axel Domont         |                       | Afgestapt tijdens de 2e etappe  | DNF            |

### CCC Team
| rugnummer | renner            | prestaties deze ronde | opmerkingen                     | eindklassering |
| --------- | ----------------- | --------------------- | ------------------------------- | -------------- |
| 131       | Simon Geschke     |                       | Niet van start in de 4e etappe  | DNF            |
| 132       | William Barta     |                       |                                 | 22e            |
| 133       | Jan Hirt          |                       |                                 | 56e            |
| 134       | Jakub Mareczko    |                       | Afgestapt tijdens de 11e etappe | DNF            |
| 135       | Michał Paluta     |                       |                                 | 118e           |
| 136       | Łukasz Wiśniowski |                       |                                 | 115e           |
| 137       | Georg Zimmermann  |                       |                                 | 21e            |
| 138       | Francisco Ventoso |                       | Afgestapt in de 5e etappe       | DNF            |

### Lotto Soudal
| rugnummer | renner             | prestaties deze ronde                     | opmerkingen             | eindklassering |
| --------- | ------------------ | ----------------------------------------- | ----------------------- | -------------- |
| 141       | Tim Wellens        | Winnaar: 5e en 14e etappe 5e en 6e etappe |                         | 78e            |
| 142       | Gerben Thijssen    |                                           | Opgave in de 15e etappe | DNF            |
| 143       | Stan Dewulf        | 8e etappe                                 |                         | 70e            |
| 144       | Kobe Goossens      |                                           |                         | 24e            |
| 145       | Tomasz Marczyński  |                                           |                         | 108e           |
| 146       | Rémy Mertz         |                                           |                         | 104e           |
| 147       | Tosh Van der Sande |                                           |                         | 96e            |
| 148       | Brent Van Moer     |                                           |                         | 100e           |

### Cofidis
| rugnummer | renner              | prestaties deze ronde                                                                  | opmerkingen                  | eindklassering |
| --------- | ------------------- | -------------------------------------------------------------------------------------- | ---------------------------- | -------------- |
| 151       | Guillaume Martin    | 7e, 8e, 9e, 10e, 11e, 12e, 13e, 14e, 15e, 16e, 17e en 18e etappe 5e, 12e en 15e etappe | Winnaar bergklassement       | 14e            |
| 152       | Fernando Barceló    |                                                                                        | Niet gestart in de 6e etappe | DNF            |
| 153       | Natnael Berhane     |                                                                                        | Afgestapt in de 5e etappe    | DNF            |
| 154       | José Herrada        |                                                                                        |                              | 26e            |
| 155       | Victor Lafay        |                                                                                        |                              | 81e            |
| 156       | Luis Ángel Maté     |                                                                                        |                              | 23e            |
| 157       | Emmanuel Morin      |                                                                                        |                              | 134e           |
| 158       | Pierre-Luc Périchon |                                                                                        |                              | 97e            |

### NTT Pro Cycling
| rugnummer | renner                      | prestaties deze ronde | opmerkingen                     | eindklassering |
| --------- | --------------------------- | --------------------- | ------------------------------- | -------------- |
| 161       | Carlos Barbero              |                       |                                 | 107e           |
| 162       | Stefan de Bod               |                       |                                 | 94e            |
| 163       | Nicholas Dlamini            |                       | Afgestapt tijdens de 11e etappe | DNF            |
| 164       | Ben Dyball                  |                       |                                 | 130e           |
| 165       | Enrico Gasparotto           |                       |                                 | 120e           |
| 166       | Michael Valgren             |                       |                                 | 33e            |
| 167       | Reinardt Janse van Rensburg |                       |                                 | 103e           |
| 168       | Gino Mäder                  |                       |                                 | 20e            |

### Movistar Team
| rugnummer | renner             | prestaties deze ronde                                                                    | opmerkingen                | eindklassering |
| --------- | ------------------ | ---------------------------------------------------------------------------------------- | -------------------------- | -------------- |
| 171       | Alejandro Valverde | 7e etappe                                                                                |                            | 10e            |
| 172       | Jorge Arcas        |                                                                                          |                            | 77e            |
| 173       | Imanol Erviti      |                                                                                          |                            | 47e            |
| 174       | Enric Mas          | 1e, 2e, 3e, 4e, 5e, 6e, 7e, 8e, 9e, 10e, 11e, 12e, 13e, 14e, 15e, 16e, 17e en 18e etappe | Winnaar Jongerenklassement | 5e             |
| 175       | Nélson Oliveira    |                                                                                          |                            | 39e            |
| 176       | José Joaquin Rojas |                                                                                          |                            | 32e            |
| 177       | Marc Soler         | Winnaar: 2e etappe 11e, 14e en 17e etappe                                                |                            | 18e            |
| 178       | Carlos Verona      |                                                                                          |                            | 30e            |
|           | Team               | 6e, 7e, 8e, 9e, 10e, 11e, 12e, 13e, 14e, 15e, 16e, 17e en 18e etappe                     | Winnaar Ploegenklassement  |                |

### Israel Start-Up Nation
| rugnummer | renner           | prestaties deze ronde | opmerkingen                     | eindklassering |
| --------- | ---------------- | --------------------- | ------------------------------- | -------------- |
| 181       | Daniel Martin    | Winnaar: 3e etappe    |                                 | 4e             |
| 182       | Omer Goldstein   |                       |                                 | 106e           |
| 183       | Reto Hollenstein |                       |                                 | 72e            |
| 184       | James Piccoli    |                       |                                 | 125e           |
| 185       | Mihkel Räim      |                       |                                 | 139e           |
| 186       | Alexis Renard    |                       | Afgestapt tijdens de 14e etappe | DNF            |
| 187       | Rory Sutherland  |                       |                                 | 129e           |
| 188       | Matteo Badilatti |                       |                                 | 110e           |

### Total Direct Energie
| rugnummer | renner          | prestaties deze ronde | opmerkingen                     | eindklassering |
| --------- | --------------- | --------------------- | ------------------------------- | -------------- |
| 191       | Niki Terpstra   |                       |                                 | 136e           |
| 192       | Lorrenzo Manzin |                       |                                 | 133e           |
| 193       | Valentin Ferron |                       |                                 | 87e            |
| 194       | Jonathan Hivert |                       |                                 | 86e            |
| 195       | Pim Ligthart    |                       | Afgestapt tijdens de 15e etappe | DNF            |
| 196       | Paul Ourselin   |                       |                                 | 79e            |
| 197       | Romain Sicard   |                       |                                 | 45e            |
| 198       | Julien Simon    |                       |                                 | 65e            |

### Caja Rural-Seguros RGA
| rugnummer | renner           | prestaties deze ronde | opmerkingen                     | eindklassering |
| --------- | ---------------- | --------------------- | ------------------------------- | -------------- |
| 201       | Jonathan Lastra  |                       |                                 | 61e            |
| 202       | Jon Aberasturi   |                       |                                 | 117e           |
| 203       | Julen Amezqueta  |                       |                                 | 50e            |
| 204       | Aritz Bagües     |                       |                                 | 92e            |
| 205       | Jefferson Cepeda |                       |                                 | 116e           |
| 206       | Jhojan García    |                       |                                 | 71e            |
| 207       | Héctor Sáez      |                       | Afgestapt tijdens de 11e etappe | DNF            |
| 208       | Gonzalo Serrano  | 2e etappe             |                                 | 57e            |

### Burgos-BH
| rugnummer | renner             | prestaties deze ronde | opmerkingen | eindklassering |
| --------- | ------------------ | --------------------- | ----------- | -------------- |
| 211       | Ángel Madrazo      |                       |             | 43e            |
| 212       | Jetse Bol          | 1e etappe             |             | 80e            |
| 213       | Óscar Cabedo       |                       |             | 63e            |
| 214       | Jesús Ezquerra     | 4e etappe             |             | 89e            |
| 215       | Alex Molenaar      | 10e etappe            |             | 128e           |
| 216       | Juan Felipe Osorio | 9e etappe             |             | 114e           |
| 217       | Willie Smit        | 3e etappe             |             | 73e            |
| 218       | Ricardo Vilela     |                       |             | 99e            |

## Deelnemers per land
| Deelnemers | Land                                                                                           |
| ---------- | ---------------------------------------------------------------------------------------------- |
| 30         | Spanje                                                                                         |
| 27         | Frankrijk                                                                                      |
| 13         | Nederland                                                                                      |
| 11         | Duitsland                                                                                      |
| 11         | Australië                                                                                      |
| 9          | België                                                                                         |
| 8          | Colombia                                                                                       |
| 7          | Verenigd Koninkrijk                                                                            |
| 6          | Denemarken                                                                                     |
| 5          | Italië, Verenigde Staten, Zwitserland                                                          |
| 4          | Polen, Portugal, Zuid-Afrika                                                                   |
| 3          | Slovenië                                                                                       |
| 2          | Canada, Ecuador, Estland, Eritrea, Ierland, Nieuw-Zeeland, Tsjechië                            |
| 1          | Oostenrijk, Costa Rica, Ethiopië, Israël, Kazachstan, Letland, Luxemburg, Rusland, Wit-Rusland |

1e etappe ·
2e etappe ·
3e etappe ·
4e etappe ·
5e etappe ·
6e etappe ·
7e etappe ·
8e etappe ·
9e etappe ·
10e etappe ·
11e etappe ·
12e etappe ·
13e etappe ·
14e etappe ·
15e etappe ·
16e etappe ·
17e etappe ·
18e etappe
Startlijst · Eindstanden · Afbeeldingen